# Toleranță la defecte

O rețea de comunicații tolerantă la defecte

Toleranța la defecte (în engleză: fault tolerance sau graceful degradation) este capacitatea unui sistem de a-și putea continua funcționarea chiar și în anumite stări defectuoase (de obicei cu anumite restricții, în regim degradat), stări cauzate de defectarea uneia sau a mai multora din componentele sistemului. Prin contrast, sistemele proiectate neprofesional nu dispun de această proprietate, astfel încât chiar și un mic defect al unei singure componente poate provoca oprirea din funcționare a întregului sistem.
Dacă este dorită, toleranța la defecte trebuie prevăzută spre realizare încă din proiectarea sistemului. Ea se întâlnește mai ales la sistemele critice, ca de exemplu la cele de mare importanță precum și la cele care ar putea periclita viața omului.
De multe ori toleranța la defecte se poate atinge prin prevederea unor componente redundante.
În domeniul IT, prin toleranță la defecte se înțelege capacitatea unui calculator sau a unui sistem de operare de a face față evenimentelor (defectelor) catastrofale, cum ar fi căderea tensiunii de alimentare sau defectarea unei componente hardware, astfel încât să nu se piardă date și să nu fie periclitată activitatea în curs de desfășurare.

## Exemple din domeniul IT
- Rețelele de calculatoare și cele de comunicații dispun de obicei de componente redundante, vezi exemplul din imaginea alăturată. Aici, când se strică elementul marcat cu un X roșu, drumul roșu se întrerupe, dar în locul lui se poate folosi (în mod automat) drumul verde.
- Sisteme de stocare a datelor bazate pe o interconexiune de tip Redundant Array of Independent Discs (RAID) a mai multor discuri dure (HDD).